# .30-01 Springfield

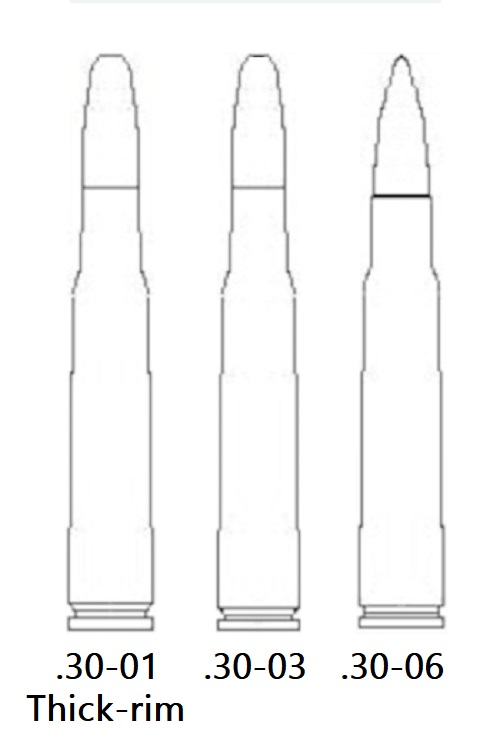
O .30-01 Springfield com sua base mais grossa (esq.).

O .30-01 Springfield foi um cartucho de fogo central de rifle experimental, que teve vida curta. Foi desenvolvido pelos Estados Unidos em 1901 e também ficou conhecido como: ".30 Ball Model of 1901" ou "Thick-rim".
O .30-01 utilizava uma bala jaquetada por uma liga de cobre-níquel e foi o antecessor imediaro do .30-03.